# Bolesław Mościcki (major)
Bolesław Mościcki herbu Ślepowron (ur. 28 października 1899, zm. 1 czerwca 1976 w Londynie) – major Wojska Polskiego, komisarz Straży Granicznej.

## Życiorys
Urodził się 28 października 1899. Był synem Ludwika Hipolita Mościckiego herbu Ślepowron i Jadwigi z domu Orłowskiej. U kresu I wojny światowej został przyjęty do Wojska Polskiego i w listopadzie 1918 brał udział w obronie Lwowa podczas wojny polsko-ukraińskiej. Został awansowany na stopień podporucznika rezerwy piechoty ze starszeństwem z dniem 1 czerwca 1919. W 1923, 1924 był oficerem rezerwowym 36 pułku piechoty w Warszawie. Został awansowany na stopień podporucznika rezerwy piechoty ze starszeństwem z dniem 2 stycznia 1932. W 1934 był oficerem rezerwy 23 pułku piechoty we Włodzimierzu Wołyńskim. 
Został oficerem Straży Granicznej, pełnił funkcje komendanta Komisariatu Straży Granicznej „Śniatyn” i Komisariatu Straży Granicznej „Worochta”.
Po wybuchu II wojny światowej i agresji ZSRR na Polskę z 17 września 1939 został aresztowany przez NKWD, po czym był więziony w obozie w Kozielsku, a od 1940 w obozu jenieckim NKWD w Griazowcu. Po odzyskaniu wolności na mocy amnestii, był oficerem 2 Korpusu Polskiego i brał udział w kampanii włoskiej
Po wojnie pozostał na emigracji w Wielkiej Brytanii. Zmarł 1 czerwca 1976 w Londynie.